# Eloy
Eloy o Eloi (pronunciación: en AFI /e.lwa/, transliterado al español sería e-luá, o /e.ˈloi/) es un nombre propio masculino y también apellido, que es la adaptación temprana en francés del nombre latino eligius, que significa El elegido. Es empleado con estas grafías en diversos idiomas, incluidos el español. El nombre adquirió inicialmente bastante popularidad a causa del santo francés Saint Éloi (conocido también en español como San Eligio). Su variante femenina es Eloísa.

## Personajes
- San Eloy (588-660), obispo de Noyon.
- Eloy Alfaro (1842 - 1912), presidente del Ecuador (1895-1901).
- Andrés Eloy Blanco (Cumaná, 6 de agosto de 1897 – Ciudad de México, 21 de mayo de 1955), poeta y político venezolano.
- Eloy de la Iglesia (Zarauz, Guipúzcoa, 1 de enero de 1944 - 23 de marzo de 2006) director de cine.
- Tomás Eloy Martínez, escritor y periodista argentino.
- Eloy Gonzalo, militar español.
- Eloy Perillán y Buxó (Valladolid, 1848 - La Habana, 1889), periodista y autor dramático español.
- Eloy Olaya, jugador español de fútbol.
- Eloy Cavazos, matador de toros regiomontano, nacido el 25 de agosto de 1949, en Guadalupe, Nuevo León, México.
- Armand Eloi, actor y director de teatro belga.
- Eloy Alquinta, músico, hijo de Gato Alquinta e integrante de Los Jaivas luego de la muerte de su padre.
- Eloy Arenas, humorista.
- Eloy Jiménez, exfutbolista y entrenador español, nacido en Hellín.
- Eloy Moreno, escritor español, nacido en Castellón de la Plana.
- Aloi de Montbrai, escultor aragonés.
- Eloy Luque, Rey de Tordera
- Eloy Bahamondes, arquitecto chileno y socio fundador de B+V Arquitectos.
- Eloi Yebra, Actor, Cómico, MC y DJ

## Variantes en otros idiomas
| Variantes en otras lenguas | Variantes en otras lenguas |
| -------------------------- | -------------------------- |
| Español                    | Eloy, Eligio               |
| Catalán                    | Eloi                       |
| Gallego                    | Eloi                       |
| Asturiano                  | Lloy, Loy                  |
| Inglés                     | Eligius                    |
| Latín                      | Eligius                    |
| Francés                    | Éloi, Eloy, Eloïm          |
| Polaco                     | Eligiusz                   |

## Toponimia
- Eloy (Arizona)
- Diversos lugares llamados Saint-Éloi.
- Andrés Eloy Blanco, Municipio del Estado Lara, Venezuela.